# Ischnus blanditus
Ischnus blanditus là một loài tò vò trong họ Ichneumonidae.